# Hool (Nuenen, Gerwen en Nederwetten)
Hool is een buurtschap  in de gemeente Nuenen, Gerwen en Nederwetten in de Nederlandse provincie Noord-Brabant. Het ligt iets ten noordwesten van het dorp Gerwen in de richting van de buurtschap Rullen.
De naam Hool zou afgeleid zijn van laagte, of moeras, waar klot werd gewonnen. Een andere verklaring is die van een nauwe doorgang, een brug of dam, over een waterloop. Gedurende de 19e eeuw was er sprake van de Hoolsche Straat, een zandweg welke later Hool ging heten en welke in 1959 en 1965 werd geasfalteerd.
Dorpen: Eeneind · Gerwen · Nederwetten · Nuenen

Buurtschappen: Alvershool · Boord · Heerendonk · Hooidonk (deels) · Hool · Langlaar · Laar · Nieuwe Dijk · Olen (deels) · Opwetten · Rullen · Spekt · Stad van Gerwen (deels) · Vaarle

Noord-Brabant: Steden en dorpen      Nederland: Provincies · Gemeenten